# Guerra freda (pel·lícula)
Guerra freda (títol original en polonès: Zimna wojna, lit. 'fred i guerra') és una pel·lícula dramàtica polonesa escrita i dirigida per Paweł Pawlikowski, estrenada l'any 2018. El film va ser en selecció oficial al Festival de Canes 2018 i va assolir el Premi a la millor direcció. Va ser seleccionada per Polònia per representar el país com a candidata a l'Oscar a la millor pel·lícula de parla no anglesa. La versió doblada al català es va estrenar el 7 de maig de 2022 al canal La 2.
Pawel Pawlikowski ha dedicat aquesta pel·lícula als seus pares, però la història de la parella explicada en aquest film no és literalment la seva història. En canvi, els dos protagonistes principals porten els noms dels pares del director, Wiktor i Zula (diminutiu de Zuzanna)

## Argument
Durant els anys 1950 i 1960, Zula, una jove cantant polonesa, viu amb Wiktor, músic, amors complicats entre l'Est i l'Oest, sobre el fons de la guerra freda.
L'any 1949, Wiktor, pianista i cap d'orquestra d'un grup folklòric professional, fa amb el seu equip compilacions etnomusicològiques sobre el folklore polonès recorrent el món rural buscant veus i cançons autèntiques. Zula, una jove cantant, és contractada en un càsting, pel seu talent com a cantant, les seves bases de dansa i el seu caràcter. Ràpidament tots dos s'enamoren bojament i juren no separar-se mai. Wiktor aprofita un desplaçament del grup a Berlín-Ests per passar a l'Oest i arribar a París, però Zula rebutja seguir-lo. La troba a Iugoslàvia per a una trobada amorosa fugaç mentre va amb el grup folklòric.
Zula es casarà amb alguns anys més tard amb un italià per tal de poder abandonar legalment Polònia i unir-se amb Wiktor a París. Allà, viuen algun temps junts amors complicats, ell pianista i compositor pel club de jazz L'Eclipsi, i ella cantant de jazz. Però Zula, caiguda en una malenconia alcohòlica, no suporta l'entorn artístic parisenc. Decideix llavors marxar a Polònia. Wiktor torna al seu país per tornar-la a veure, però es troba empresonat en un camp de treball polonès per traïció a la Polònia comunista i creuament il·legal de fronteres. Mutilat d'una mà, la carrera musical trencada, és alliberat al cap de cinc anys amb el suport de l'administrador del grup folkòric, que s'ha convertit en el marit de Zula, amb qui ha tingut un fill. Wiktor i Zula decideixen tornar al lloc on es van conèixer per suïcidar-se junts en una capella ortodoxa en ruïnes i forjar definitivament el seu amor impossible.

## Repartiment
- Joanna Kulig: Zuzanna "Zula" Lichoń
- Tomasz Kot: Wiktor Warski
- Borys Szyc: Lech Kaczmarek
- Agata Kulesza: Irena Bielecka
- Jeanne Balibar: Juliette
- Cédric Kahn: Michel
- Adam Woronowicz: cònsol
- Adam Ferency: ministre
- Adam Szyszkowski: guàrdia del camp

## Premis i nominacions

### Premis
- Festival de Cannes 2018: Premi a la millor direcció.
- 31a cerimònia cerimònia dels premis del cinema europeu: Millor film, millor director, millor actriu, millor muntador i millor guionista.[6]

### Seleccions
- Festival del film de Cabourg 2018: selecció en secció Panorama.
- Festival internacional del film de Karlovy Vary 2018: selecció en secció Horitzons.
- Festival internacional de cinema de Toronto 2018: selecció en secció Special Presentations.
- Festival internacional del film de Sant Sebastià 2018: selecció en secció Perles.
- Festival internacional del film d'Antalya 2018: selecció en competició.

## Nominacions
- César 2019: César a la millor pel·lícula estrangera

## Crítica
- * "Una miniatura fascinant que evoca l'època de la Guerra Freda amb la mateixa decadència complicada i delicada que l'oscaritzada 'Ida'."[7] * "Una exploració emocionant de la decepció romàntica amb una banda sonora excel·lent (...) Agredolça i extremadament adorable."[8]
- *"Exquisidament esborronador (...) Misteriosa, musicalment gloriosa i visualment arrebatadora (...) La nítida fotografia en blanc i negre exalta els seus moments de desesperació íntima (...) Puntuació: ★★★★★ (sobre 5)"[9]
- "Una història d'amor que fusiona el personal, el polític i el profund (...) Et fascinarà tant que la febre no se te n'anirà (...) Puntuació: ★★★★½ (sobre 5)"[10]
- "Si et deixa amb ganes de més és perquè els mons que desplega i els seus dos amants impossibles i irresistibles són tan seductors que vols que duri més, saber més, veure més."[11]

A França, el lloc Allociné calcula una mitjana de les crítiques de premsa de 4/5, i dels crítics espectadors de 4/5.
Per a Jean-Claude Raspiengeas de La Croix « tant com aquesta història d'amor de la qual el cinema capta i sublima les mirades per a la seva càrrega emocional, llenguatge directe que passa de paraules, ímpetus, moviments discrets, Guerra freda fascina per l'estil del cineasta, els ambients sonors, els cants populars polonesos al clima jazzy de l'Oest, la infinita poesia de les imatges, el temps estirat de les escenes, la bellesa d'aquest blanc i negre tan eloqüent.